# Disque de Mach

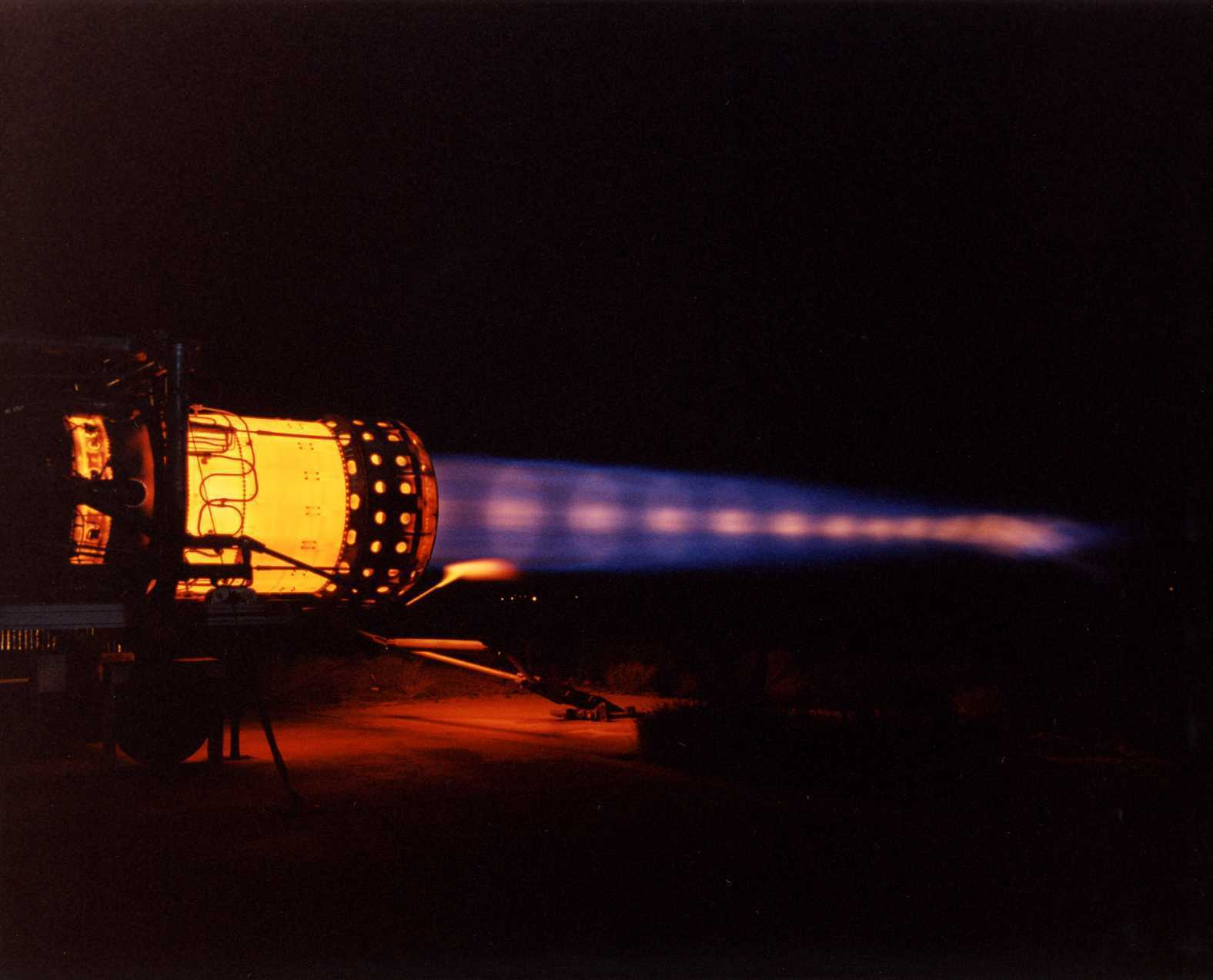
Un montage statique du moteur Pratt & Whitney J58 en pleine postcombustion afin de se débarrasser du carburant restant du programme SR-71. Les zones lumineuses visibles dans l'échappement sont nommées disques de Mach.

Un disque de Mach est une formation de motifs d'ondes stationnaires qui apparait dans le panache d'échappement supersonique d'un système de propulsion aérospatiale (moteur à réaction, moteur-fusée, statoréacteur ou superstatoréacteur), quand il est utilisé dans l'atmosphère. Ces disques sont formés à partir d'un champ d'écoulement complexe et sont visibles en raison des brusques changements de densité causés par les ondes de choc stationnaires. Ils sont nommés d'après le physicien Ernst Mach, qui en a donné la première description.

## Mécanisme

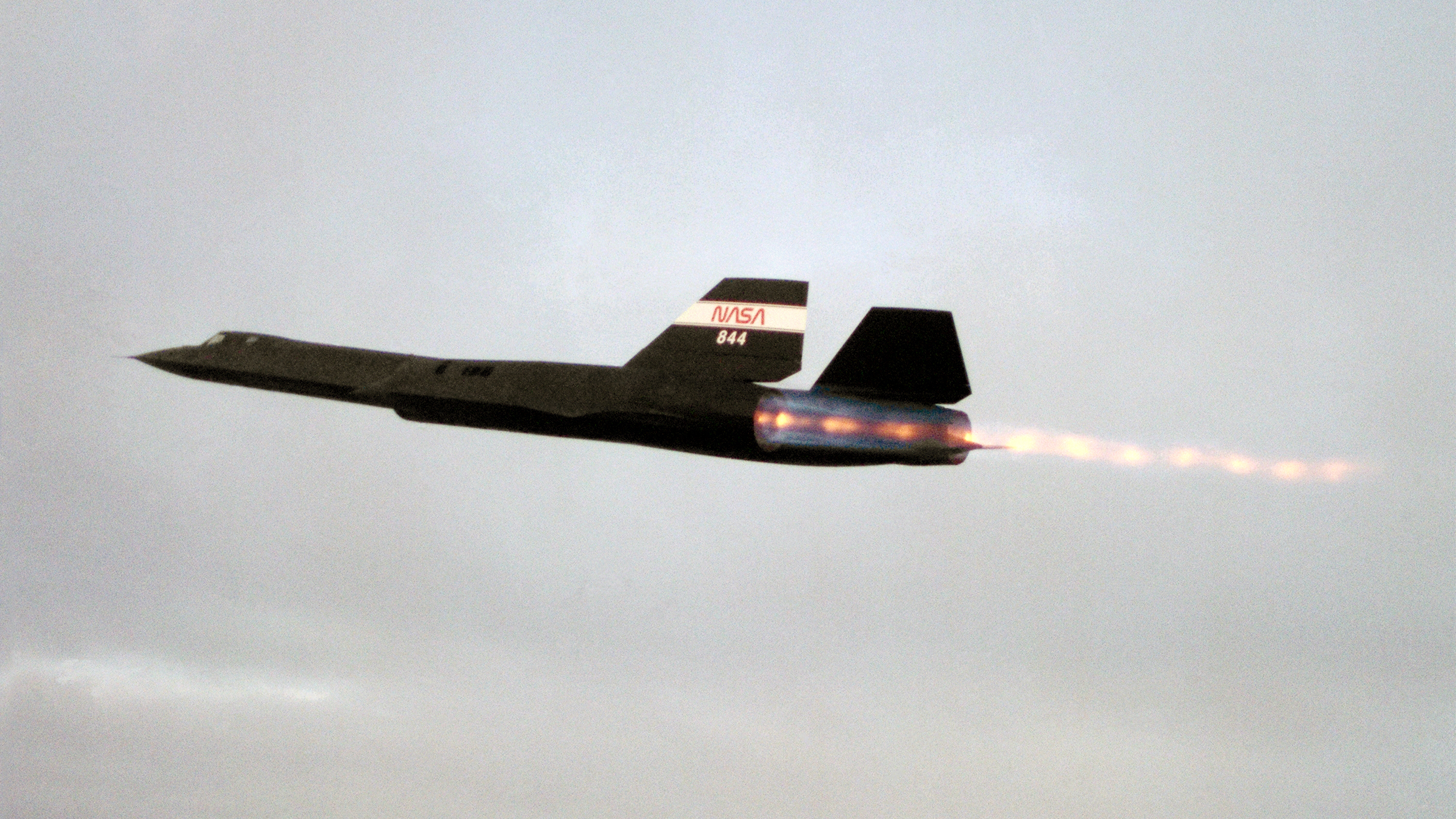
Disques de Mach derrière un Lockheed SR-71 Blackbird en vol.

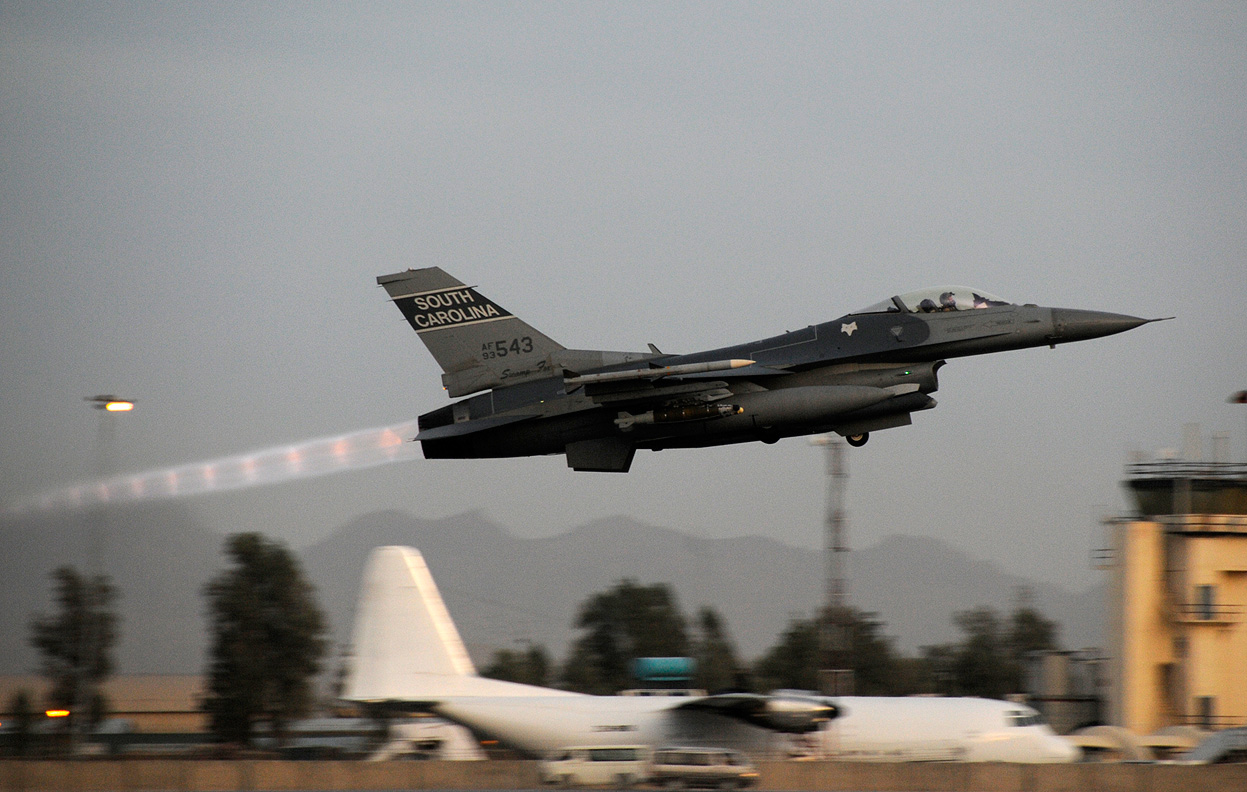
Disques de Mach émis par un General Dynamics F-16 Fighting Falcon décollant avec postcombustion.

Les disques de Mach se forment lorsque les gaz d'échappement supersoniques d'une tuyère sont légèrement sur- ou sous-expansés, ce qui signifie que leur pression en sortie de la tuyère est différente de celle de l'air ambiant. Les gaz d'échappement sont généralement sur-expansés à basse altitude, où la pression de l'air est plus élevée, et sous-expansés à des altitudes plus élevées.
Comme le flux sort de la tuyère, la pression de l'air ambiant soit expansera le flux, soit le compressera ; le flux sur-expansé est comprimé alors que le flux sous-expansé est dilaté. La compression ou l'expansion sont dues à des ondes de choc d'orientation oblique par rapport à l'axe d'écoulement. Lorsque le débit comprimé devient parallèle à la ligne médiane, une onde de choc perpendiculaire au flux se forme, appelée onde de choc normale. C'est le premier disque de Mach et l'espace qui le sépare de la tuyère est appelé « zone de silence ». La distance entre la tuyère et le premier disque peut être approchée par : 
{\displaystyle x=0.67D_{0}{\sqrt {\frac {P_{0}}{P_{1}}}}}
où x est la distance, D0 est le diamètre de la tuyère, P0 est la pression d'écoulement et P1 est la pression atmosphérique.
Lorsque l'échappement passe à travers l'onde de choc normale, sa température augmente, enflammant le carburant en excès et provoquant la lueur qui rend les disques de Mach visibles. Les régions illuminées apparaissent comme des disques ou des diamants, qui leur donnent leur nom.

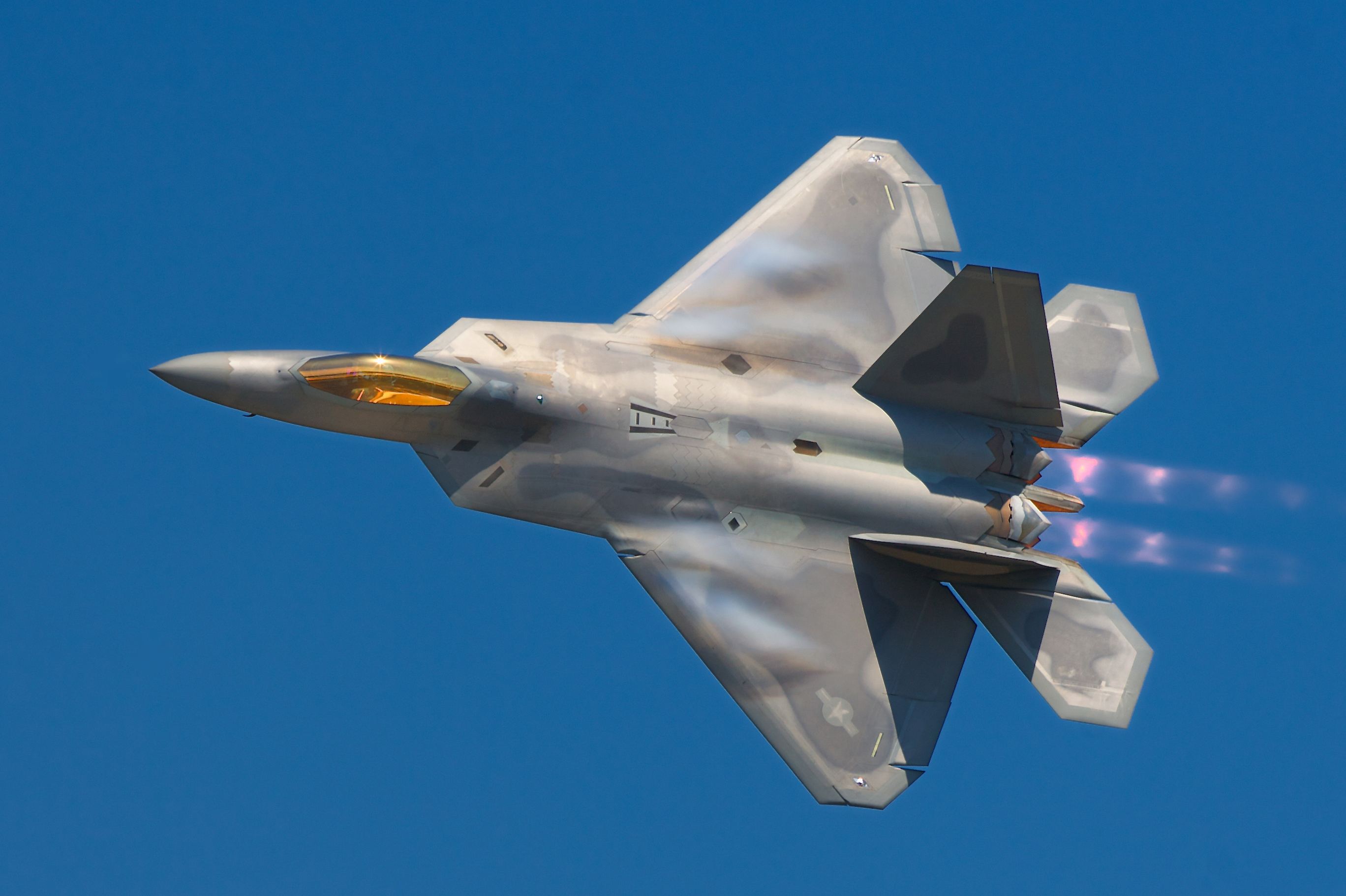
Un Lockheed Martin F-22 Raptor avec disques de Mach.

À chaque disque de Mach, le flux se comprime jusqu'à se dilater vers l'extérieur dans un ensemble d'ondes d'expansion appelé ventilateur d'extension. Finalement, le débit se développe suffisamment pour que sa pression soit à nouveau inférieure à la pression ambiante, à ce point le ventilateur d'expansion se reflète sur la discontinuité de contact (le bord externe de l'écoulement). Les ondes réfléchies, appelées ventilateur de compression, provoquent la compression de l'écoulement. Si le ventilateur de compression est assez fort, une autre onde de choc oblique se forme, créant un deuxième disque de Mach. Le motif en forme de disque se répèterait indéfiniment si les gaz étaient parfaits et sans frottement. Toutefois, le cisaillement turbulent à la discontinuité de contact provoque la dissipation de la forme d'onde avec la distance.

## Autres associations
Les disques de Mach sont plus couramment associés aux moteurs à réaction et à la propulsion des fusées, mais ils peuvent se former dans d'autres systèmes.

### Artillerie
Lorsque des pièces d'artillerie sont mises à feu, le gaz sort de la bouche du canon à des vitesses supersoniques et produit une série de disques de Mach. Les disques causent un flash lumineux qui peut révéler à l'ennemi la position des canons. On a constaté que lorsque le rapport entre la pression d'écoulement et la pression atmosphérique est proche de 1, les disques de Mach sont considérablement réduits. L'ajout d'un frein de bouche sur l'extrémité de la bouche équilibre les pressions et évite les disques de Mach.

### Volcanisme
Certains volcans peuvent produire des jets contenant des disques de Mach. Ces jets très destructeurs ont lieu dans les volcans riches en gaz tels que le Mont Saint Helens et le Krakatoa.

### Jets de plasma (astrophysique)
De puissants jets de plasma qui émanent de quasars et de radiogalaxies montrent des nœuds régulièrement espacés d'émissions radio renforcées. Les jets se déplacent dans l'espace à une vitesse supersonique à travers une mince « atmosphère » de gaz, il est donc émis l'hypothèse que ces nœuds sont des disques de Mach.